# Áudio multicanal

Símbolo para 5.1 canais de áudio: ouvinte no centro, 1 caixa central, 2 frontais e 2 laterais (surround).

Em acústica, áudio multi-canal é a gravação e reprodução do áudio usando acima de dois canais simultaneamente (múltiplos canais), isto é, ao contrário da estereofonia tradicional, usam fontes de som independentes entre si, cujo objetivo é envolver o ouvinte com caixas de som e simular a ambiência, geralmente encontrada em cinemas e home theaters. 
Formatos populares de áudio multi-canal são o DTS e os Dolby.

## Quadrifonia
A quadrifonia foi um sistema de reprodução sonora idealizado na década de 1970 pela banda inglesa Pink Floyd com seus discos Atom Heart Mother (1971), Dark Side of the Moon (1973) e o Wish You Were Here (1975), e atualmente em desuso. Utilizava quatro canais de áudio, dois dianteiros e dois posteriores. A quadrifonia prometia melhorar a estereofonia e a sensação da música ao vivo, pois reproduzia os sinais que vêm do palco, por exemplo, bem como aqueles que vêm da parte posterior ou os sons refletidos.

## Padrões 5.1, 6.1 e 7.1
O 5.1, o 6.1 e o 7.1 são os padrões mais populares na indústria de filmes. A notação 5, 6 ou 7 significa canais de média-alta frequência (médios e agudos) para caixas de som frontais, central, laterais e posteriores, e o .1 da sigla especifica 1 canal de graves, chamado de LFE, normalmente usado por subwoofers para a reprodução das baixas frequências.